# ATP6AP2
ATP6AP2 (англ. ATPase H+ transporting accessory protein 2) – білок, який кодується однойменним геном, розташованим у людей на X-хромосомі. Довжина поліпептидного ланцюга білка становить 350 амінокислот, а молекулярна маса — 39 008.
| 10         |  | 20         |  | 30         |  | 40         |  | 50         |
| ---------- |  | ---------- |  | ---------- |  | ---------- |  | ---------- |
| MAVFVVLLAL |  | VAGVLGNEFS |  | ILKSPGSVVF |  | RNGNWPIPGE |  | RIPDVAALSM |
| GFSVKEDLSW |  | PGLAVGNLFH |  | RPRATVMVMV |  | KGVNKLALPP |  | GSVISYPLEN |
| AVPFSLDSVA |  | NSIHSLFSEE |  | TPVVLQLAPS |  | EERVYMVGKA |  | NSVFEDLSVT |
| LRQLRNRLFQ |  | ENSVLSSLPL |  | NSLSRNNEVD |  | LLFLSELQVL |  | HDISSLLSRH |
| KHLAKDHSPD |  | LYSLELAGLD |  | EIGKRYGEDS |  | EQFRDASKIL |  | VDALQKFADD |
| MYSLYGGNAV |  | VELVTVKSFD |  | TSLIRKTRTI |  | LEAKQAKNPA |  | SPYNLAYKYN |
| FEYSVVFNMV |  | LWIMIALALA |  | VIITSYNIWN |  | MDPGYDSIIY |  | RMTNQKIRMD |
|            |  |            |  |            |  |            |  |            |

A: Аланін

D: Аспарагінова кислота

E: Глутамінова кислота

F: Фенілаланін

G: Гліцин

H: Гістидин

I: Ізолейцин

K: Лізин

L: Лейцин

M: Метіонін

N: Аспарагін

P: Пролін

Q: Глутамін

R: Аргінін

S: Серин

T: Треонін

V: Валін

W: Триптофан

Кодований геном білок за функціями належить до рецепторів, фосфопротеїнів. 
Задіяний у такому біологічному процесі, як альтернативний сплайсинг. 
Локалізований у мембрані.